# رپیدشیر

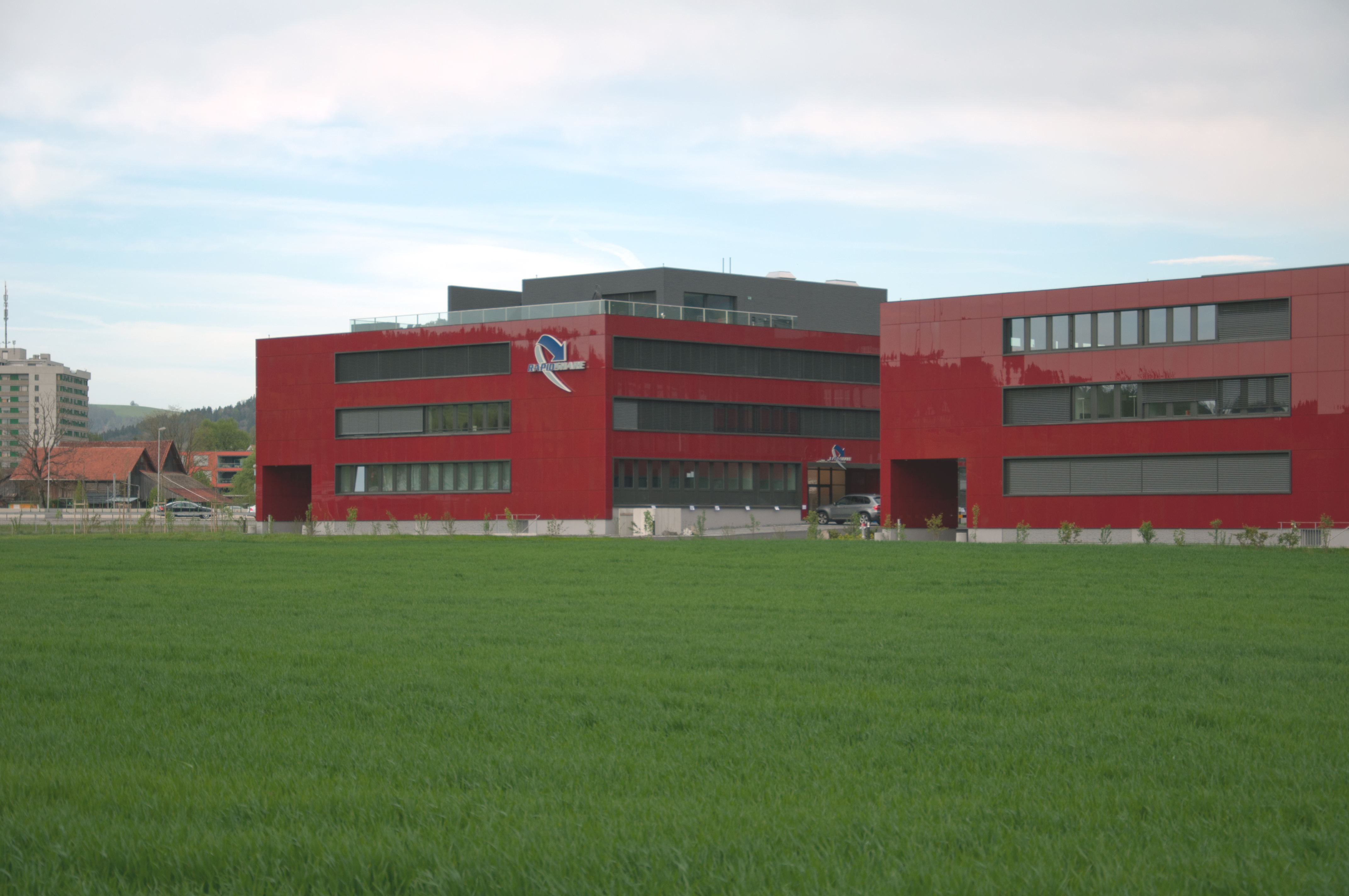
رپیدشیر

رَپیدشِیر (به انگلیسی: Rapidshare) یک وب‌گاه آلمانی برای میزبانی پرونده‌ها با یک کلیک با خدمات پولی و رایگان (با محدودیت و شرایطی خاص) بود که در سوئیس اداره می شد و به وسیلهٔ پرداخت کاربران مشترک حمایت مالی می‌شد. رپیدشیر یکی از بزرگترین وب‌گاه‌های میزبانی پرونده‌ها بود، با میزبانی ۱۰ پتابایت (به انگلیسی: Petabyte) پرونده در کارساز‌های خودش و اداره تا سه میلیون کاربر به‌طور همزمان.

## تاریخچه
رپیدشیر در ۱۹ اکتبر٬۲۰۰۶ به وجود آمده.

## متوقف سازی سرویس
طبق اطلاعیه در صفحه اصلی سایت رپیدشیر، سرویس رپیدشیر در ۳۱ مارس ۲۰۱۵ برای همیشه غیرفعال شد.